# Nation Washitaw
La Nation Washitaw ou Empire Washitaw de Dugdahmoundyah est un groupe d'Afro-Américains, lié au Temple de la science maure d'Amérique, se réclamant être une nation souveraine d'Amérindiens, à l'intérieur du territoire des États-Unis. Leur nom vient de celui du peuple Ouachita (en), qui vit près de la rivière, ville et comté du même nom. Le groupe fait partie du mouvement citoyen souverain, un mouvement dont les membres croient généralement qu'ils ne sont soumis à aucun statut ou procédure au niveau fédéral, étatique ou municipal.

## Histoire

### Les origines

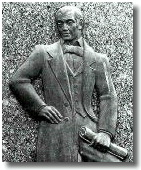
Monument en l'honneur du baron de Bastrop à Bastrop County, Texas

Dans la seconde moitié du XVIIIe siècle, trois aventuriers achètent des terrains en Louisiane : le marquis Joseph de Maison Rouge, d'origine française, le baron Philippe de Bastrop, d'origine espagnole et un des fondateurs du Texas, et le colonel Abraham Morhouse.
À leurs morts, les terrains sont regroupés en une propriété de 267 km2, formant l'embryon de la future nation. De 1845 à 1850, leurs héritiers se battent en justice pour obtenir l'indépendance en tant que nation indienne. Malgré leurs victoires, devant la Cour suprême des États-Unis et la nomination d'une première impératrice, Delphi Kimm Washington-Washitaw (1849-1966), les États-Unis ne réagissent pas et enterrent la décision de justice.

### La renaissance de la nation

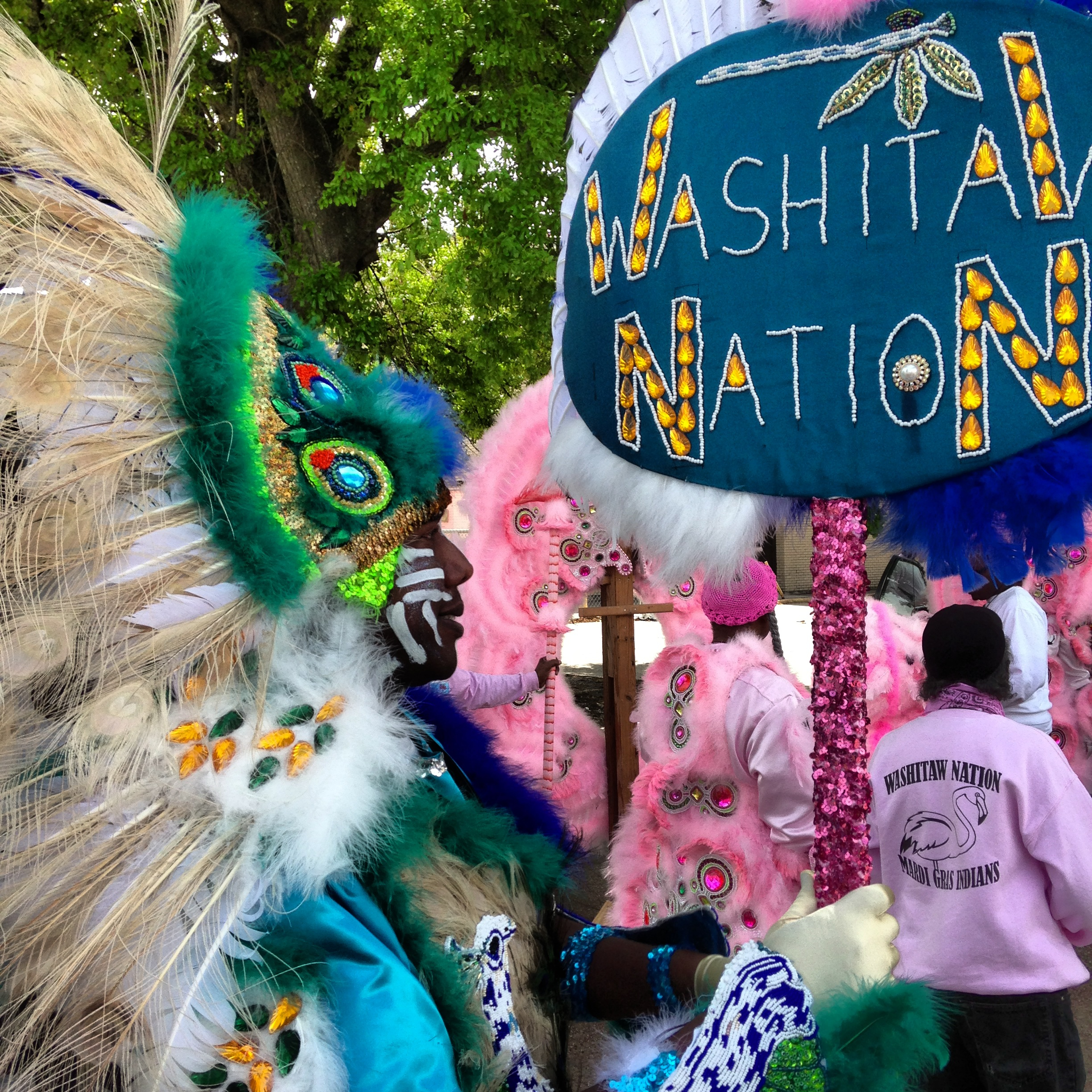
Mardi Gras à la Nouvelle-Orléans, 2014.

Grâce à l'initiative de Verdiacee Hampton Goston, dite Impératrice Verdiacee Tiari Washitaw Turner Goston El-Bey (1927–2014), la nation Washitaw revient dans l'actualité. Se basant sur des jugements de la cour Suprême de 1845 et 1850, elle déclare l'indépendance de la Nation Washitaw en 1980.
Elle est maire de Richwood (Louisiane) de 1975 à 1976 et de 1980 à 1984.
Goston participe activement aux réunions de la commission Département des affaires économiques et sociales - Peuples Autochtones des Nations unies où la Nation Washita est enregistrée en tant que peuple autochtone.
En 1999, le Southern Poverty Law Center estime le nombre de personnes formant un noyau dur à 200 et note sa popularité auprès des adeptes de la Moorish Science Temple of America. La base juridique affirmée pour la création de la Nation Washitaw s'inspire du concept de l'organisation Posse Comitatus. Un autre argument est que Napoléon n'a vendu que "les rues de la Nouvelle-Orléans et une caserne militaire" et que le reste de la Louisiane fut volé aux Washitaw.
En 2008, des tribunaux américains, en contradiction avec les jugements de 1845 et 1850, jugent que la Nation Washitaw comme "fictive" et qu'elle ne peut pas être reconnue comme une nation souveraine.
En 2014, à la mort de Verdiacee Turner, sa petite-fille, Wendy Farica Washitaw devient la nouvelle impératrice. Comme sa grand-mère, elle se réclame descendante de Henry Turner, qui serait son arrière-arrière-arrière-grand-père. Celui-ci était le fils du marquis Joseph de Maison Rouge, l'aventurier français.

### Les Citoyens souverains maures
Ne s'arrêtant pas au jugement de 2008, diverses tribus formant la nation multiplient les actions en justice. Certains groupes, plus ou moins sérieux, se réclament de descendance maure ou même égyptienne, en direct ligne de Néfertiti.
D'autres par contre, sous le nom de Citoyens souverains maures, se lancent dans la résistance armée et la criminalité. Les actions violentes s'enchaînent alors à partir de 2015. En octobre, Deonte Lanier, accusé de meurtre au premier degré, se déclare citoyen maure déclarant que le juge n'a aucune autorité sur lui ; en avril 2016, une bombe artisanale explose dans une résidence à Columbus, Ohio. Un "citoyen souverain maure", perd les deux mains dans l'explosion. L'engin explosif était destiné à être utilisé lors d'un vol de banque ; en juillet 2016, un membre de la nation assassine trois policiers à Baton Rouge ; en janvier 2017, un citoyen souverain maure tue sa compagne et un policier à Orlando ; en septembre 2017, un Grand Cheikh autoproclamé d'un pseudo-temple maure de Chicago, est condamné à près de six ans de prison pour fraude.